# Cynoglossus cadenati
Cynoglossus cadenati és un peix teleosti de la família dels cinoglòssids i de l'ordre dels pleuronectiformes que viu a l'est de l'Atlàntic (des del Senegal fins a Angola).